# Branko Ilič
Pour les articles homonymes, voir Ilić.
Branko Ilič, né le 6 février 1983 à Ljubljana en Slovénie, est un footballeur international slovène.
Il mesure 1,88 m pour un poids de 80 kg et jouait au poste de défenseur. Il était l'un des piliers de la sélection slovène (63 sélections, 1 but) jusqu'en 2015.

## Biographie
Branko participe à la Coupe du monde 2010 en Afrique du Sud avec la Slovénie.

## Carrière
- 2004-déc. 2004 : NK Olimpija Ljubljana ( Slovénie)
- jan. 2005-jan. 2007 : NK Domžale ( Slovénie)
- jan. 2007-2009 : Betis Séville ( Espagne)
- 2009-mars 2010 : FK Moscou ( Russie)
- mars 2010-février 2012 : Lokomotiv Moscou ( Russie)
- 2013-2014 : Hapoël Tel-Aviv ( Israël)
- 2014-2015 : Partizan Belgrade ( Serbie)
- 2015-déc. 2015 : FK Astana ( Kazakhstan)
- jan. 2016-jan. 2017 : Urawa Red Diamonds ( Japon)
- depuis fév. 2017 : NK Olimpija Ljubljana ( Slovénie)